# Pocałunek na stadionie
Pocałunek na stadionie (cz. Polibek ze stadionu) – czechosłowacki film komediowy z 1948 w reżyserii Martina Friča. 

## Obsada
- Zdeněk Dítě jako dr Jan Vaněček
- Jana Dítětová jako Květa Fabiánová
- Svatopluk Beneš jako Oldřich Janota
- Eman Fiala jako Malík
- Josef Laufer jako reporter
- Jára Kohout jako pacjent u dentysty
- Ella Nollová jako gospodyni Oldřicha Janoty
- Bohuš Hradil jako komisarz
- Miroslav Horníček jako pikolak
- Josef Steigl jako kontroler
- George Pravda

## Źródła
- Pocałunek na stadionie w bazie IMDb (ang.)
- Pocałunek na stadionie w bazie Filmweb
- Polibek ze stadionu w bazie Kinobox.cz (cz.)
- Polibek ze stadionu. w bazie ČSFD.cz. (cz.).
- Polibek ze stadionu. w bazie FDb.cz. (cz.).